# Kampung Baru Nan Xx
Kampung Baru Nan Xx is een bestuurslaag in het regentschap Padang van de provincie West-Sumatra, Indonesië. Kampung Baru Nan Xx telt 5307 inwoners (volkstelling 2010).